# Vigia (Pará)
Vigia de Nazaré, também chamada apenas Vigia, é um município brasileiro do estado do Pará, pertencente à Zona Fisiográfica do Salgado. Localiza-se no norte brasileiro, a uma latitude 00º 51' 30" sul e longitude 48º 08' 30" oeste.

## Toponímia
A Vila de Vigia (ou Vila de Nossa Senhora de Nazareth da Vigia) foi constituída a partir da aldeia de Uruitá, do Tupi Guarani: "cesto de pedras", morada de uma tribo de índios tupinambás. Onde os colonizadores construíram um posto fiscal, para verificar as embarcações que abasteciam Belém (capital do estado do Pará).

## História
O município foi criado em 6 de janeiro de 1616, seis dias antes da fundação da também paraense Belém do Pará (a capital do Estado), por Francisco Caldeira Castelo Branco durante expedição de ocupação da Capitania do Grão-Pará (do tupi-guarani, "rio do tamanho do mar", que decorre do rio Pará). Quando muito, os portugueses, a caminho do interior do continente, criaram o posto de "vigia" militar, para "vigiar" o acesso de embarcações pelo fruro  que separa a ilha de Colares, que então foi chamada de Ilha do Sol.
Os primitivos habitantes da região foram os índios Tupinambá, que viviam na aldeia Uruitá (do Tupi Guarani, "cesto de pedras"), sob jurisdição das missões da Companhia de Jesus. Neste aldeamento, os colonizadores construíram um posto de controle. Talvez só muito mais tarde é que Vigia poderia ter se configurado como "Posto Fiscal" de embarcações que abasteciam Belém.
Por sua posição estratégica, o governo colonial transformou-a em um posto alfandegário guarnecido, denominado Vigia, para fiscalizar e proteger, de contrabandistas as embarcações que por ali passavam. Influenciando na formação do povoado, elevado em 1698 a categoria de vila com a denominação Vigia. Assim, permaneceu até a Independência do Brasil.

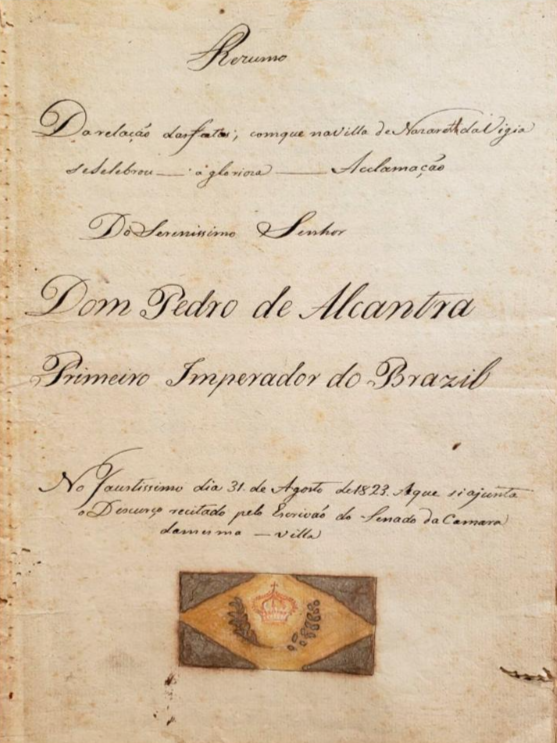
Ato de adesão da cidade a Independência

Com o advento da Lei Pombalina, expedida em 1761, os jesuítas foram expulsos do Brasil e Vigia foi elevada a Paróquia secular, sendo também criado, ali, um colégio secular. Nessa época, a localidade já contava com uma casa que fora transformada em templo, em 1732, pelo padre José Lopes, provincial da Companhia de Jesus e com o Colégio Mãe de Deus, construído pelos jesuítas.
Por ocasião da Revolução da Cabanagem, ocorrida em 1833, na Província do Grão-Pará, o município de Vigia sofreu depredações. Esse movimento foi suprimido em 1836, com a chegada do Major Francisco Sérgio de Oliveira, por ordem do Marechal Soares de Andréa.
Em 2 de outubro de 1854, Vigia foi elevado a categoria de cidade.

## Geografia
Localiza-se na Zona do Salgado. Sua população estimada  em 2019 é de 53.686 habitantes, distribuídos em uma área de 401,589 km².

## Patrimônio Histórico

### Capela do Senhor dos Passos ou Igreja de Pedras
A Capela do Senhor dos Passos (Igreja de Pedras) datada do século XVIII, é um templo construído pelos Jesuítas toda em pedras sobrepostas e sem reboco. Conhecida, hoje, como Igreja do Bom Jesus, porque lhe guardava a imagem. Nessa época foi transferida para a Igreja da Madre de Deus, para que a Igreja de Pedras fosse concluída, mas com a expulsão dos jesuítas de Portugal e das províncias do Brasil, em 1759, por ordem do Marquês de Pombal, a construção da capela ficou inacabada e abandonada, sofrendo demolições e transformações. Na década de 30, um intendente local mandou demolir o que restava das paredes laterais e, com as pedras, mandou construir o cais de arrimo da cidade. A Igreja revela estrutura de pedras lavradas, peças de mármore e imagens antigas.
A técnica construtiva é pedra com agregado de uma mistura de massa de argila crua e cal que era obtida de materiais tirados dos sambaquis, ou depósitos pré-históricos de conchas, comuns no litoral brasileiro. Em dezembro de 2011, ganhou o título de Primeira Maravilha do Pará.

### Santuário Madre de Deus
Em 28 de fevereiro de 1733, o padre provincial da Companhia de Jesus, José Lopes, superior do Colégio da Mãe de Deus, com despacho do Senado da Câmara da Vila da Vigia de Nazaré, iniciou a edificação da Igreja da Madre de Deus.
A expansão e ocupação territorial implementada por Portugal, em parceria com a Companhia de Jesus e as formas de representação do catolicismo popular incorporado ao culto à Virgem de Nazaré, ligam a Madre de Deus com a História da Humanidade.
O templo construído em estilo barroco, com elevados campanários, com varandas sustentadas por colunas, salões, sacristia adornada de painéis com rico altar e retábulos dourados, perpetuaria a memória da Companhia de Jesus na Vigia de Nazaré.
Por volta de 1930, o Padre Alcides Paranhos e o prefeito da cidade resolveram demolir parte do prédio, usando as pedras retiradas para a construção da primeira usina de luz de Vigia. Com a demolição foram encontrados esqueletos humanos entre as pedras, o que comprovou uma antiga lenda local de que algumas pessoas condenadas pelas Ordenações do rei de Portugal foram empaladas nas paredes da Igreja.
A Igreja da Mãe de Deus, dedicada a Nossa Senhora de Nazaré, é a única no norte do Brasil, munida de 22 colunas laterais de origem toscana.
O templo apresenta alvenaria de pedra, estrutura do telhado em madeira de lei, cobertura com telha de barro, frontispício formado por um corpo central e duas torres com campanários compostos por três janelões sineiros de arco de meio ponto, encimadas por cornijas em que se destacam elementos decorativos. Em sua parte interna, há peças em ouro e prata, crucifixos e imagens originais de Rocca. O forro da sacristia é todo ornado com belíssimas pinturas.
O corpo central é marcado pelo frontão que é composto de volutas simétricas.
É considerada Patrimônio da Cultura Nacional, tendo sido tombada com a denominação  de Igreja de Nossa Senhora da Madre de Deus, em 14 de dezembro de 1954, inscrita no Livro de Belas Artes, folha 80, número 424. 
Em dezembro de 2024, a Igreja Madre de Deus foi elevada a Santuário Diocesano na região, sendo o primeiro templo a receber tal título na região do salgado.

### Mercado de Peixe
Antigamente, em função da técnica utilizada para a conservação do pescado que era comercializado no município, existia o velho mercado de peixe, conhecido pela população como a Salgadeira, na esquina da Boulevard melo Palheta com a travessa Vilhena Alves.
O constante crescimento da atividade pesqueira transformou o velho mercado de peixe num lugar antiquado para o povo vigiense.
Impróprio para as atividades pesqueiras e com instalações precárias, fatos que inspiraram o prefeito Manoel de Souza Leal a iniciar a construção de um logradouro mais adequado para a comercialização do pescado na Vigia de Nazaré.
No período compreendido entre os anos de 1943 e 1945, na administração de Jorge Corrêa, com o apoio do interventor do Pará , Joaquim de Magalhães Cardoso Barata e com acompanhamento do engenheiro vigiense Jonas Brito, foi construído o novo Mercado Municipal, mais tarde conhecido como Mercado de Peixe.
Escolha do local tinha a intenção de modificar e sanear a frente da cidade, na época, ocupada pelos quintais das casas que deveria ter suas edificações com portas e janelas voltadas para o rio Guajará – Mirim. O prédio possui implantação, obedecendo ao alinhamento da via pública, técnica construtiva em alvenaria de tijolo, vãos com vergas retas e cobertura com telha de barro tipo francesa.

### Trem de Guerra
No início do século   n casa existia na Vigia, um casarão que era  moradia  e  local de trabalho do Juiz de Paz do município, João de Sousa Ataíde, e armazenava as armas e munições da Guarda Municipal da Vigia. Este foi denominado Trem de Guerra.
No período da Cabanagem, quando o movimento se espalhou pelo interior do Estado do Pará, a então Vila de Vigia, foi invadida pelos revoltosos em 1835.
Durante o primeiro assalto à Vila da Vigia, os cabanos dominaram o Paço Municipal, onde funcionava o Senado da Câmara, obrigando as autoridades legalistas vigienses a se refugiarem-se no Trem de Guerra, também conhecido como Casa-Quartel. Esse prédio foi onde o movimento cabano operou o mais violento e sangrento episódio da Cabanagem  na Vila da Vigia, quando foram assassinados todos os moradores e os militares vigienses que se encontravam aquartelados no Trem de Guerra.
Construído em taipa e cobertura em telha de barro, o prédio, com acesso pela rua de Nazaré e pela rua Visconde de Souza Franco, atual Rua Noêmia Belém,  pertenceu anteriormente a Inocêncio Holanda. Mais tarde foi vendido a Jerônimo Magno Monteiro que o desmembrou em duas edificações. A parte localizada à rua de Nazaré foi vendida à Prefeitura. Na década de 90, do século XX, em razão do alto grau de deterioração, foi totalmente demolido e reconstruído com materiais contemporâneos, em alvenaria e tijolo, mantendo, parcialmente, as características arquitetônicas externas originais do Antigo Trem de Guerra.

## Religião
A história da Vigia de Nazaré, em parte, está circunscrita à ação religiosa dos jesuítas que vieram junto aos portugueses para a região da zona fisiográfica do salgado, onde está localizada Vigía. Como representantes da Ordem na colônia portuguesa, os padres capitaneando as populações indígenas, foram desbravando a floresta e penetrando-nos mais recônditos lugares, imbuídos do fiel propósito de converter almas e espalhar a fé cristã catequizando os habitantes que naquele tempo era a aldeias de índios criados pelos tupinambás, que deram o nome de Uruitá. Os jesuítas,assim como em muitas outras regiões, influenciaram nas devoções de santos como nossa senhora de Nazaré e utilizaram a mão de obra indígena e dos negros escravos para ajudar a construir monumentos para ajudar a transmitir a evangelização como a igrejas de pedra, e a igreja matriz ou também chamada igreja dos romeiros, que contribuíram para transmiti-la a evangelização por meio dessas construções.
Com o advento da Lei Pombalina, expedida em 1761, os jesuítas foram expulsos do Brasil e Vigia foi elevada a Paróquia secular, sendo também criado, ali, um colégio secular. Nessa época, a localidade já contava com uma casa que fora transformada em templo, em 1732, pelo padre José Lopes, provincial da Companhia de Jesus e com o Colégio Mãe de Deus, construído pelos jesuítas.

## Círio de Vigia
É o Círio mais antigo do Pará. Acontece há mais de 300 anos, sempre no segundo domingo do mês de setembro. A devoção à santa na região é anterior a chegada dos jesuítas no município, em 1730, onde registros do Padre José Ferreira relatam que em 1697 já havia devoção com romaria e novena, na época da colonização através de Dom Jorge Gomes d’Alamo (recebeu terras de Dom João V), da província de Algarve (Portugal) onde já se cultuava a Maria de Nazaré.
A procissão de Vigia possui os mesmos símbolos da festa que acontece em Belém, com carros, berlinda, fogos de artifício e até mesmo a corda. Na programação, a Missa do Mandato, procissão rodoviária, romaria fluvial, Trasladação e Círio das Crianças, dentro da quadra nazarena que dura 15 dias.

## Operação Prato
Nos anos de 1977 e 1978 foram registrados nos municípios de Colares e Vigia, o ataque de estranhas luzes à população dos municípios. Por solicitação do então prefeito de Vigia, José Ildone Favacho Soeiro, a FAB montou uma operação de reconhecimento e documentação dos fatos ocorridos, a qual foi nomeada Operação Prato pelo então capitão Uyrangê de Hollanda Lima.